# 四万十町大正体育館
四万十町大正体育館（しまんとちょうたいしょうたいいくかん）は、高知県高岡郡四万十町にある体育館である。

## 概要
大正中体育館の跡地1875 m2に平成12年、総事業費5億4000万円で建設された。同体育館の特徴の一つは、天井や壁などに地元産木材をふんだんに使用していること。床もヒノキの集成材で仕上げられ、館内には木の香りが漂う。2002年よさこい高知国体では、少年女子六人制バレーボール会場として使用された。

## 施設
- 設備
  - バレーボール2面 バドミントン6面 バスケット2面 トレーニング室

## 基礎データ

### 所在地等
- 高知県高岡郡四万十町大正291

### 利用期間
- 8:30 - 21:00
- 休館日：なし

## 交通
- JR四国 予土線 土佐大正駅 下車徒歩5分